# Липецкая улица (Москва)
Ли́пецкая у́лица — улица на юге Москвы в районе Бирюлёво Восточное от Бакинской улицы до МКАД. Нумерация домов начинается от Бакинской улицы, дома имеют индексы 115404, 115598, 115372.

## Происхождение названия
Названа по городу Липецку в связи с расположением в южной части Москвы, проходит параллельно Бирюлевской улице.

## История
Название улицы было утверждено 16 октября 1973 года. С 1965 по 1973 года так именовалась застроенная в 1970-х годах улица рабочего посёлка Бирюлёво вблизи станции «Бирюлёво-Товарная» (в 1960—1965 годах называлась Коммунистической).
До середины 1980-х годов улица заканчивалась у железнодорожных путей ветки товарной станции в промзону Видного. После сооружения в 1987 году эстакады, была продлена до Загорья. Часть улицы севернее эстакады (Бирюлёво Восточное, микрорайоны 1А и 1Б) застроена во 2-й половине 1970-х годов, южнее (Загорье, микрорайоны 1, 3, 4) — в 1980-х.
В 2000 году окончательно завершилось растянувшееся почти на 20 лет сооружение эстакады через МКАД с развязками, а чуть позже улица стала составной частью новой трассы М4 «Дон» и М6 «Каспий».
12 октября 2011 года на участке от Каспийской улицы до МКАД открылась выделенная полоса для движения общественного транспорта.

## Здания и сооружения[9]

### По нечётной стороне
- № 7, к. 2 — Детский сад № 1457
- № 9 — Биржа труда, отдел «Бирюлёвский»
- № 15, корп. 1 — жилой дом. Здесь в 1983—1997 годах жил художник Иван Дергилёв[10].
- № 15, к. 2 — Средняя общеобразовательная школа № 935
- № 17, к. 1 — ОДС № 47

### По чётной стороне
- № 2,  — Финансовый колледж
- № 2, стр. 2 — Офис Сбербанка № 9038/01399
- № 8, к. 2 — Детский сад № 1973
- № 10, к. 1, стр. 3 — Библиотека № 155
- № 20, к. 2 — Детский сад № 422
- № 24, к. 2 — ОДС № 38
- № 34/25 — ОДС № 39
- № 36/20 — ГУ ЦСО «Бирюлёво Восточное»
- № 38 — Детский сад № 1423
- № 40 — ДЕЗ; Отделение № 4 МОТОТРЭР ГИБДД УВД ЮАО
- № 46 — ОДС № 46
- № 46, к. 1 — Центр реабилитации и досуговой работы с инвалидами «Бирюлёво Восточное»
- № 50 — Почтовое отделение 598
- № 50, стр. 2 — Офис Сбербанка № 9038/01382
- № 52 — Полк ДПС Южного АО
- № 54, к. 1 — Детская библиотека № 151 «Экология детства»

## Транспорт

### Автобусы
По различным участкам Липецкой улицы проходят автобусы: 489, 814, 826, 852, 921, е80, м87, м88, м89, с809, с869, с891, н13